# Thomas Cook Group
Thomas Cook Group fou un grup de viatges global britànic. Va ser format el 19 de juny de 2007 per la fusió de Thomas Cook AG (el successor de Thomas Cook & Son) i MyTravel Group. El grup va operar dins dos segments separats, com a operador turístic i aerolínia.
Thomas Cook va cotitzar tant a la Borsa de valors de Londres com a la Borsa de valors de Frankfurt. Amb 178 anys d'història, la tarda del 22 de setembre de 2019 l'Autoritat de l'Aviació Civil del Regne Unit anunciava que el grup, tant l'operador turístic com l'aerolínia cessaven les seves operacions. Havent acumulat un deute de 1.900 milions d'euros, la companyia, amb 21.000 treballadors a tot el món, va aturar les seves operacions després del fracàs en les negociacions entre el seu principal accionista i els seus creditors. Uns 600.000 clients van quedar afectats amb la fallida.